# Willisburg, Kentucky
Willisburg är en ort i Washington County i delstaten Kentucky, USA.